# Manchuriskt olvon
Manchuriskt olvon, Viburnum burjaeticum är en desmeknoppsväxtart som beskrevs av Eduard August von Regel och Herd. Viburnum burjaeticum ingår i släktet olvonsläktet, och familjen desmeknoppsväxter. Inga underarter finns listade i Catalogue of Life.